# 中央革命委员会
中央革命委员会（法語：Comité révolutionnaire central，缩写为CRC）是法国历史上的一个布朗基主义政党。
1881年6月，爱德华·瓦扬建立该党，旨在继续路易·奥古斯特·布朗基的政治斗争。1888年，该党发生分裂，许多成员（包括维克多·亨利·罗什福尔）追随乔治·布朗热将军，后者将雅各宾民族主义与社会主义结合，并使当时许多人认为布朗热主义可能是通向社会主义的道路。布朗热主义分裂后，瓦扬将该党重新集中在工团主义和罢工思想上。1897年9月，从革命社会主义工人党分裂出来的革命共产主义联盟加入该党，作为该党内部的一个半自治团体存在，使该党进一步壮大。1898年，该党改组为革命社会党。